# Trechus beutenmuelleri
Trechus beutenmuelleri är en skalbaggsart som beskrevs av René Gabriel Jeannel. Trechus beutenmuelleri ingår i släktet Trechus och familjen jordlöpare. Inga underarter finns listade i Catalogue of Life.